# Дом учёных (Баку)
«Жилой дом учёных», известный также, как «Жилой дом работников науки» (азерб. Alimlər evi) — здание на проспекте Нефтяников в столице Азербайджана, в городе Баку.

## История
Построен по проекту архитекторов Садыха Дадашева и Микаэля Усейнова в 1946 году. Это одно из последних совместных творений Дадашева и Усейнова. Был запроектирован по индивидуальному заданию. 
Дом обращён к скверу памятника Бахрам Гура и прилегающему к нему отрезку проспекта и занимает значительный отрезок проспекта.
В архитектурном плане удачными являются градостроительное размещение здания, его общий контур в месте изгиба пространства проспекта, а также крупные членения его объёма. Этот дом считается «значительной вехой на пути развития архитектуры Советского Азербайджана в послевоенный период».

## Известные жители
В доме жили такие выдающиеся личности, как автор его проекта Микаэль Усейнов (кв. 9), певец, народный артист СССР Рашид Бейбутов, литературоведы Джафар Хандан и Фейзулла Касумзаде, советский и азербайджанский государственный и партийный деятель, учёный-нефтяник Энвер Алиханов, Заслуженный пилот СССР Нураддин Алиев, учёный-литературовед и писатель Мир Джалал Пашаев, академики Ширали Мамедов, Ильяс Абдуллаев, Муса Алиев, Заид Халилов. 
Сегодня на стене дома установлены мемориальные доски в память об этих деятелях.

Мемориальные доски на стене дома
Рашид Бейбутов
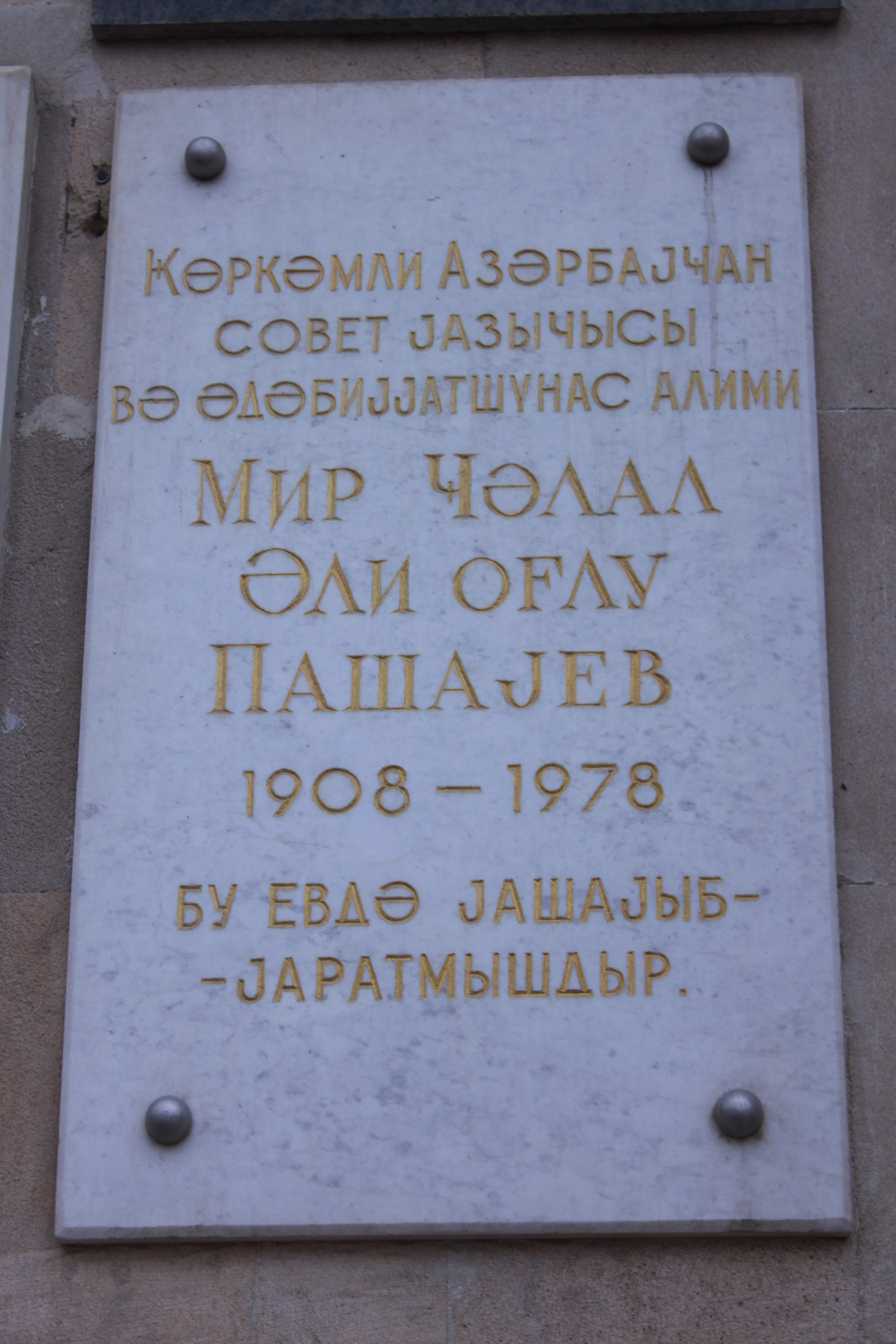
Мир Джалал Пашаев
Мамед Араз
Джафар Хандан
Нуреддин Алиев
Энвер Алиханов
Ширали Мамедов
Муса Алиев